# 樋口基康
樋口基康（日语：／ Higuchi Motoyasu，1706年8月18日〈寶永3年7月11日〉—1780年7月28日〈安永9年6月27日〉）是一名日本江戶時代中期公卿，為樋口康熙的次子，號觀無量壽院。官位為正二位權大納言，為樋口家第四代當主。他是昭和天皇的高祖母信子的父親。  

## 生平
樋口基康是樋口康熙的次男，母親為家中女房。  
寶永2年（1705年），異母兄康輝早夭，因此後來出生的庶子基康繼承了樋口家。寶曆10年（1760年）升任參議，安永4年（1778年）晉升為權大納言。  
安永9年（1780年）逝世，享年73歲。

## 家譜
- 父：樋口康熙
- 母：家中女房
- 正室：松平賴豐之女
- 生母不明的子女
  - 男子：樋口冬康
  - 男子：日野西延光
  - 男子：石井行宣
  - 女子：樋口信子—二條治孝側室
  - 女子：樋口藤子—光格天皇勾當内侍
  - 女子：高丘紹季室